# 黃天俊
黃天俊是澳門多元藝術工作者（插畫家、編劇、戲劇演員），現任澳門漫畫從業員協會會長、
原力出版社社長、大師級玩具禮品店總經理、《漫畫澳門系列叢書》總編輯、澳門文化藝術教育中心資深導師，財務策劃顧問以及專欄作家。在1998年畢業於澳門大學中文傳意系學士。他在大學期間與朋友創辦《劇場月報》並任執行編輯，畢業後曾任雜誌編輯。
在2005年出版《星戰百科》，書中內容除了有收藏物品之外還有個人插圖畫集。2008年出版《黃詹聯婚──婚前準備手冊》。2012年出版《漫畫澳門系列叢書1世界遺產之澳門歷史城區》。《漫畫澳門系列叢書2》於2003年11月出版。　

## 外部連結
- 澳門漫畫從業員協會會長黃天俊 (Michael) 專訪
- 「神氣小子」漫畫徵集活動漫畫名家評委挨個瞧，搜狐動漫 （页面存档备份，存于）
- 澳門G O O D 好傳媒節目《人人有好夢》專訪 （页面存档备份，存于）
- 黃天俊---澳門動漫文化產業協會理事長/澳門動漫玩具遊戲商會副會長，漫友網
- 黃天俊:傾心動漫弘揚文化，龍源期刊網 （页面存档备份，存于）
- 發展動漫產業是馬拉松跑，澳門雜誌
- 黄天俊簡介，中國動漫資源網
- 澳門動漫網站